# Ju Dou
Ju Dou è un film del 1990 diretto da Zhāng Yìmóu e Fengliang Yang, ispirato al romanzo Fuxi fuxi di Liu Heng. Fu candidato all'Oscar al miglior film straniero.
È stato presentato in concorso al 43º Festival di Cannes.

## Trama
In un villaggio rurale della Cina di inizi XX secolo, Yang Tianquing, tornato da un viaggio per vendere della seta, riprende l'impiego nella tintoria dello zio Yang Jinshan. Questi, nel frattempo, si è sposato con la giovane Ju Dou, dalla quale pretende l'erede che, causa la sua sterilità, non ha potuto avere dalle due mogli precedenti. Tra Yang Tianquing, costretto a condizioni inumane di lavoro, e Ju Dou, maltrattata e percossa dal marito affinché accondiscenda alle sue voglie, si stabilisce un'intesa. Quando il dottore annuncia la gravidanza della donna, i due sanno bene che il figlio è frutto della loro unione, durante un viaggio per lavoro dello zio.
Poco dopo la nascita di Yang Tianbai, una caduta dal mulo provoca la paralisi degli arti inferiori di Yang Jinshan. Pieni di premure con l'infermo all'esterno, tra le pareti della tintoria i due possono, ora, liberare la reciproca passione senza freni o accorgimenti. Quando, nella sua impotente rabbia, Yang Jinshan cerca di dar fuoco all'edificio, Ju Dou gli rivela la verità sulla paternità di Yang Tianbai. Tuttavia, le ferree convenzioni sociali della comunità e l'impossibilità di sottrarsi ad esse con la fuga, impongono loro di mantenere segreto il loro amore. Rimasta ancora incinta, Ju Dou ricorre a trattamenti empirici - pozioni a base di peperoncini e aceto - che ne provocano la sterilità. Attesa come una liberazione, a volte progettata, la morte di Yang Jinshan, spinto per gioco dal piccolo Yang Tianbai in una vasca per la tintura, peggiora la loro situazione. Il consiglio di famiglia, in risposta ai mormorii e sospetti che circondano il rapporto tra i due, e persino la morte del vecchio, impone a Yang Tianquing di lasciare tintoria e abitazione ed ora i loro incontri sono sempre più rari e rischiosi.
Otto anni dopo, il tempo e la distanza non hanno indebolito l'affetto reciproco, né la tenerezza di Yang Tianquing per il figlio, ormai cresciuto che, in cambio, gli manifesta diffidenza e ostilità. Un giorno, Yang Tianbai si trova ad ascoltare una conversazione tra paesani, in cui un uomo racconta di aver trovato Yang Tianquing e Ju Dou in una grotta, in evidente intimità. Dopo averlo inseguito con propositi minacciosi, il ragazzo torna a casa dove maltratta e colpisce Yang Tianquing. Finalmente, Ju Dou gli rivela che la persona appena offesa è suo padre.
Rassegnati al loro infelice amore, senza la volontà e i mezzi per costruirsi insieme una nuova vita, Ju Dou e Yang Tianquing si amano per l'ultima volta in un angusto recesso sotterraneo della tintoria. Il figlio li trova quasi soffocati. Trasportata la madre in salvo, vendica la propria dignità offesa, affogando il padre, ancora quasi incosciente, in una vasca. Ju Dou si fa morire tra le fiamme del laboratorio cui ha dato fuoco.

## Produzione
Ju Dou è il primo film della Repubblica Popolare Cinese ad essere stato prodotto con capitale straniero: giapponese. Cinesi furono invece organizzazione, attori, personale tecnico. Controverso è il ruolo dell'aiuto regista Yang-Fengliang. Per qualcuno era un funzionario del Ministero della Cultura, con funzioni di controllo sui contenuti del film. Lo stesso Zhang Yimou, invece, ebbe a dire a Cannes essere prassi collaudata nel suo paese quella di affiancare, in apprendistato, giovani neo-laureati a registi più esperti. Il film non poté, comunque, circolare in Cina e le autorità del paese cercarono anche di ritirare la sua nomination all'Oscar, suscitando le proteste di alcune personalità del mondo del cinema, in un appello firmato, tra gli altri da Woody Allen, Martin Scorsese, David Lynch.

## Critica
Il regista si discostò su alcuni punti da Fuxi Fuxi, il popolare romanzo di Liu Heng, autore della sceneggiatura. Desiderando sottolineare la psicologia dei personaggi, più che nel precedente lungometraggio Sorgo rosso, pensava che tale obiettivo fosse possibile concentrando il dramma in un lasso di tempo più ristretto, evitando di diluire la narrazione con elementi storici o sociali . Così, la vicenda, che nel romanzo si estendeva sino alla vecchiaia dei protagonisti, a ridosso degli anni Ottanta, nel film occupa solo un decennio.
All'ex fotografo Zhang Yimou si deve anche l'ambientazione del racconto in una tintoria. Nel loro sovrapporsi alle strutture in legno del laboratorio (ingranaggi a ruote dentate, infissi, vasche), le stoffe variopinte delimitano un ideale palcoscenico in cui si sviluppa una tragedia classica "con quel senso di continua, imminente minaccia che sembra sempre sul punto di esplodere e rimane invece coscientemente inespressa". D'altro canto la splendida fotografia di Go Changwei, già collaboratore di Zhang in Sorgo rosso, oltre a produrre risultati cromatici di "straordinaria bellezza visiva" nel gioco della luce coi tessuti appesi ad asciugare, descrive, in particolare nel prevalere dei rossi e dei gialli, " il percorso dei colori dei sentimenti e delle passioni ".
Del film è anche stata resa un'interpretazione politica che, insieme all'eloquenza del materiale erotico, permette di meglio comprendere la diffidenza delle autorità cinesi. Nella lenta deriva dell'amore dei protagonisti sino alla rassegnazione finale, in un ambiente bigotto e conservatore, si è colta una metafora del processo di restaurazione che pose fine agli entusiasmi e ai sogni, che si erano accompagnati alla Rivoluzione Culturale.

## Riconoscimenti
- Seminci 1990: Espiga de oro per il miglior film
- Festival di Cannes 1990: Premio Luis Buñuel
- Festival di Chicago 1990: Gold Hugo